# Fabien Sanchez
Fabien Sanchez (nascido em 30 de março de 1983) é um ex-ciclista profissional francês que participava em competições de ciclismo de pista.
Em 2003, conquistou a medalha de bronze na perseguição por equipes no Campeonato Mundial de Pista, realizado pela União Ciclística Internacional (UCI) na cidade de Estugarda, Alemanha.
Competiu pela França nos Jogos Olímpicos de Atenas 2004 e Pequim 2008, terminando respectivamente na sexta e décima quinta posição.